# Ryszard Paweł Kunicki
Ryszard Paweł Kunicki, ps. „Arystokrata”, „Cezary Lubelski” (ur. 3 maja?/15 maja 1873 w Tyflisie, zm. 23 lutego 1960 w Warszawie) – polski lekarz, działacz socjalistyczny i niepodległościowy, kawaler Orderu Virtuti Militari, poseł do austriackiej Rady Państwa i Sejmu Ustawodawczego RP.

## Życiorys
Urodził się w Gruzji, w rodzinie Czesława (1829–1909), lekarza wojskowego i Heleny z Popejków (ur. 1830). Jego starsze rodzeństwo: siostra Zofia (1858–1941) i brat Stanisław byli także zaangażowani w działalność socjalistyczną.
Ukończył III Gimnazjum Klasyczne w Warszawie (1892), studiował medycynę na uniwersytetach w Warszawie i Krakowie. Na tym ostatnim otrzymał dyplom lekarski w 1899. Był asystentem prof. Napoleona Cybulskiego i uczestniczył w pracach nad odkryciem adrenaliny (1895). Ukończył kurs chorób zawodowych w Düsseldorfie, po czym pracował jako lekarz w krakowskim szpitalu św. Łazarza. Od 1899 lekarz gminny najpierw w Łazach, a potem w Karwinie i Frysztacie na Śląsku Cieszyńskim.
Już jako uczeń gimnazjalny zorganizował nielegalne lewicowe kółko samokształceniowe. Od 1893 członek Polskiej Partii Socjalistycznej. Podczas studiów w Warszawie, został osadzony na Pawiaku za udział w demonstracjach ku czci Jana Kilińskiego i w kwietniu 1894 skazany na dwuletnie zesłanie do gub. symbirskiej. Karę tę zamieniono na przymusowe, bez prawa powrotu opuszczenie Rosji. Wówczas wyjechał do Krakowa, gdzie od 1896 był działaczem lewicowego Stowarzyszenia Kształcącej się Młodzieży Postępowej „Zjednoczenie”. Po jej rozwiązaniu przez policję działał w stowarzyszeniu „Ruch”. Był również prelegentem Uniwersytetu Ludowego im. A. Mickiewicza.
Od 1897 członek Polskiej Partii Socjalno-Demokratycznej Galicji. Redaktor i wydawca krakowskiego miesięcznika „Krytyka”, współpracownik „Przedświtu” i „Robotnika”. Po przeniesieniu się na Śląsk Cieszyński był jednym z głównych działaczy PPSD na tym terenie. Był w tym czasie członkiem władz naczelnych PPSD – Zarządu Partii i Komitecie Wykonawczym oraz od 1906 Komitetu Obwodowego Śląska, a potem Śląskiego Komitetu Krajowego. Był bliskim współpracownikiem Tadeusza Regera. Współorganizator strajków robotników i górników. W latach 1909–1911 był wydawcą socjalistycznego organu „Robotnik Śląski” oraz jego dodatku popularnonaukowego „Po Pracy”. Jednocześnie działał w organizacjach oświatowych – Macierzy Szkolnej Księstwa Cieszyńskiego oraz był współorganizatorem w 1908 r. Stowarzyszenia Polskich Robotników „Siła” i jej pierwszym przewodniczącym. W licznych odczytach popularnonaukowych oraz w różnych wystąpieniach publicznych akcentował potrzebę wychowywania dzieci w języku ojczystym, domagał się pełnego równouprawnienia szkolnictwa polskiego. Uczestniczył także w amatorskim ruchu śpiewaczym. Członek Rady Nadzorczej Banku Rolniczego we Frysztacie.
     Zwycięstwo Kunickiego w wyborach parlamentarnych 1907 i 1911 (Śląsk 13: Cieszyn-Jabłonków)
Poseł do austriackiej Rady Państwa XI kadencji (17 lutego 1907 – 30 marca 1911), wybrany z listy PPSD w wiejskim okręgu wyborczym nr 13 (Cieszyn-Jabłonków). Członek klubu Polskich Socjalistów. W parlamencie walczył o realizację idei powszechnej służby zdrowia, wziął także udział w zakończonym powodzeniem staraniach o otwarcie drugiej polskiej szkoły średniej na Śląsku – gimnazjum realnego w Orłowej (1909).
Po wybuchu I wojny światowej na wezwanie Józefa Piłsudskiego uczestniczył w akcji propagandowej i wojskowej na terenie Królestwa Polskiego. Był komisarzem Rządu Narodowego w Miechowie (6 sierpnia – 5 września 1914). Następnie służył w Legionach Polskich jako lekarz od połowy 1915 naczelny lekarz I pułku artylerii I Brygady. 26 maja 1915 awansował do stopnia porucznika lekarza, a 28 lutego 1916 kapitana lekarza. Po kryzysie przysięgowym w r. 1917, pozbawiony stopnia oficerskiego, wcielony został do armii austro-węgierskiej. Służył jako lekarz w szpitalu wojskowym w Cieszynie.
W październiku 1918 z ramienia PPSD był członkiem Rady Narodowej Księstwa Cieszyńskiego i jednym z sygnatariuszy polsko-czeskiej umowy z 5 listopada 1918 r., przewidującej podział ziemi cieszyńskiej na zasadzie narodowościowej. Potem był komisarzem rządowym Zagłębia Dąbrowskiego (grudzień 1918 – luty 1919), następnie przewodniczącym Głównego Komitetu Plebiscytowego w Cieszynie (1919). Poseł na Sejm Ustawodawczy (marzec 1919 – 27 listopada 1922). Mandat uzyskał na mocy specjalnej uchwały sejmowej jako jeden z siedmiu reprezentantów Śląska Cieszyńskiego. W Sejmie był członkiem Związku Polskich Posłów Socjalistycznych. Pracował m.in. w podkomisji dla opracowania projektu ustawy o regulacji serwitutów leśnych w Beskidzie Śląskim.
Po podziale Śląska Cieszyńskiego w lipcu 1920 przeniósł się z Frysztatu do Krakowa. Organizator pierwszego w Polsce Okręgowego Związku Kas Chorych, w którym sprawował obowiązki prezesa i naczelnego lekarza (1920–1926). Po zlikwidowaniu przez sanację okręgowych związków Kas Chorych był przewodniczącym lekarskich Komisji Lustracyjnych Kas Chorych w Łodzi i Warszawie. Autor popularnych broszur w dziedzinie chorób zawodowych, wenerycznych oraz spraw sanitarnych. Naczelny lekarz Ubezpieczalni Społecznej w Łodzi (1932–1934) i Krakowie (1935–1938). Po przejściu na rentę pracownik kontraktowy Departamentu Służby Zdrowia Ministerstwa Opieki Społecznej (1938–1939). Członek Państwowej Naczelnej Rady Zdrowia. Jednocześnie działał w Polskiej Partii Socjalistycznej był członkiem Rady Naczelnej (1920–1929) i zastępcą przewodniczącego Okręgowego Komitetu Robotniczego w Krakowie (1923–1929). W latach 1924–1925 prezes Związku Strzeleckiego w Krakowie. W 1929 wystąpił z PPS.
W czasie II wojny światowej trapiony chorobami nie pracował zawodowo, nie uczestniczył także w działalności konspiracyjnej. Po powstaniu warszawskim w obozie przejściowym w Pruszkowie, skąd przedostał się do Krakowa. W latach 1945–1949 naczelny lekarz Ubezpieczalni Społecznej w Łodzi. Następnie przewodniczący Rady Naukowej Lekarskiej przy Zakładzie Ubezpieczeń Społecznych w Warszawie (1949–1950). Potem pracował jako redaktor naukowy w Państwowych Zakładach Wydawnictw Lekarskich. Członek Polskiej Partii Socjalistycznej (1945–1948) potem PZPR (1948–1957).
Ryszard Kunicki w 1900 ożenił się z Jadwigą z Eysymonttów, działaczką socjalistyczną i kobiecą, z którą miał trzech synów: Stanisława, lekarza ftyzjatrę, Adama (1903–1989), profesora neurochirurgii i Janusza, prawnika.
Zmarł w Warszawie. Pochowany na cmentarzu ewangelicko-reformowanym w Warszawie (kwatera C-1-2).

## Ordery i odznaczenia
- Krzyż Srebrny Orderu Wojskowego Virtuti Militari[8][9] nr 7521 – 17 maja 1922[10][11]
- Krzyż Niepodległości (2 sierpnia 1931)[12][13][14]
- Krzyż Oficerski Orderu Odrodzenia Polski (2 maja 1924)[15][16][17]
- Krzyż Walecznych (dwukrotnie)[18]
- Złoty Krzyż Zasługi (22 lipca 1947)[19][20]
- Medal 10-lecia Polski Ludowej (15 stycznia 1955)[21][20]
- Krzyż Czerwonego Krzyża II klasy (Patriae ac Humanitath) – Austro-Węgry[6]